# オトヒメ・トーラス
オトヒメ・トーラス（Otohime Tholus）は、金星のトーラス。金星の西半球中央を東西に横切るパルガ裂溝帯の南側に位置する。ヘレン平原地域に属する。直径は20キロメートル。
2006年、国際天文学連合はこの地形について、日本のおとぎ話『浦島太郎』に登場する龍宮城の姫「乙姫」にちなんで「オトヒメ・トーラス」と命名した。